# Trichophthalma amoena
Trichophthalma amoena är en tvåvingeart som beskrevs av Jacques-Marie-Frangile Bigot 1881. Trichophthalma amoena ingår i släktet Trichophthalma och familjen Nemestrinidae. Inga underarter finns listade i Catalogue of Life.